# 神樂坂站
神樂坂站（日语：／ Kagurazaka eki */?）是位於日本東京都新宿區矢來町，屬於東京地下鐵東西線的鐵路車站。車站編號是T 05。站名取自附近的地名神樂坂。

## 歷史
- 1964年（昭和39年）12月23日：營團地下鐵車站開業。
- 2004年（平成16年）4月1日：營團地下鐵民營化，由東京地下鐵繼承本車站。
- 2015年（平成27年）5月26日：引入發車音樂。

## 車站構造
雖是地下車站，但由於是設在路幅狹小的道路下，因此月台配置為側式月台1面1線2層構造。出入口分別在月台頭尾兩側。依行進方向，1號線（地下3樓）開啟左側車門，2號線（地下2樓）開啟右側車門。站內僅有1號線月台往飯田橋側剪票口的上行專用電扶梯，未設電梯。2010年5月31日，飯田橋側付費區地下1樓大廳設置多功能廁所。

### 月台配置
| 月台 | 路線   | 目的地                         |
| ---- | ------ | ------------------------------ |
| 1    | 東西線 | 西船橋、津田沼、東葉勝田台方向 |
| 2    | 東西線 | 高田馬場、中野、三鷹方向       |

（來源：東京地下鐵:構內圖 （页面存档备份，存于））

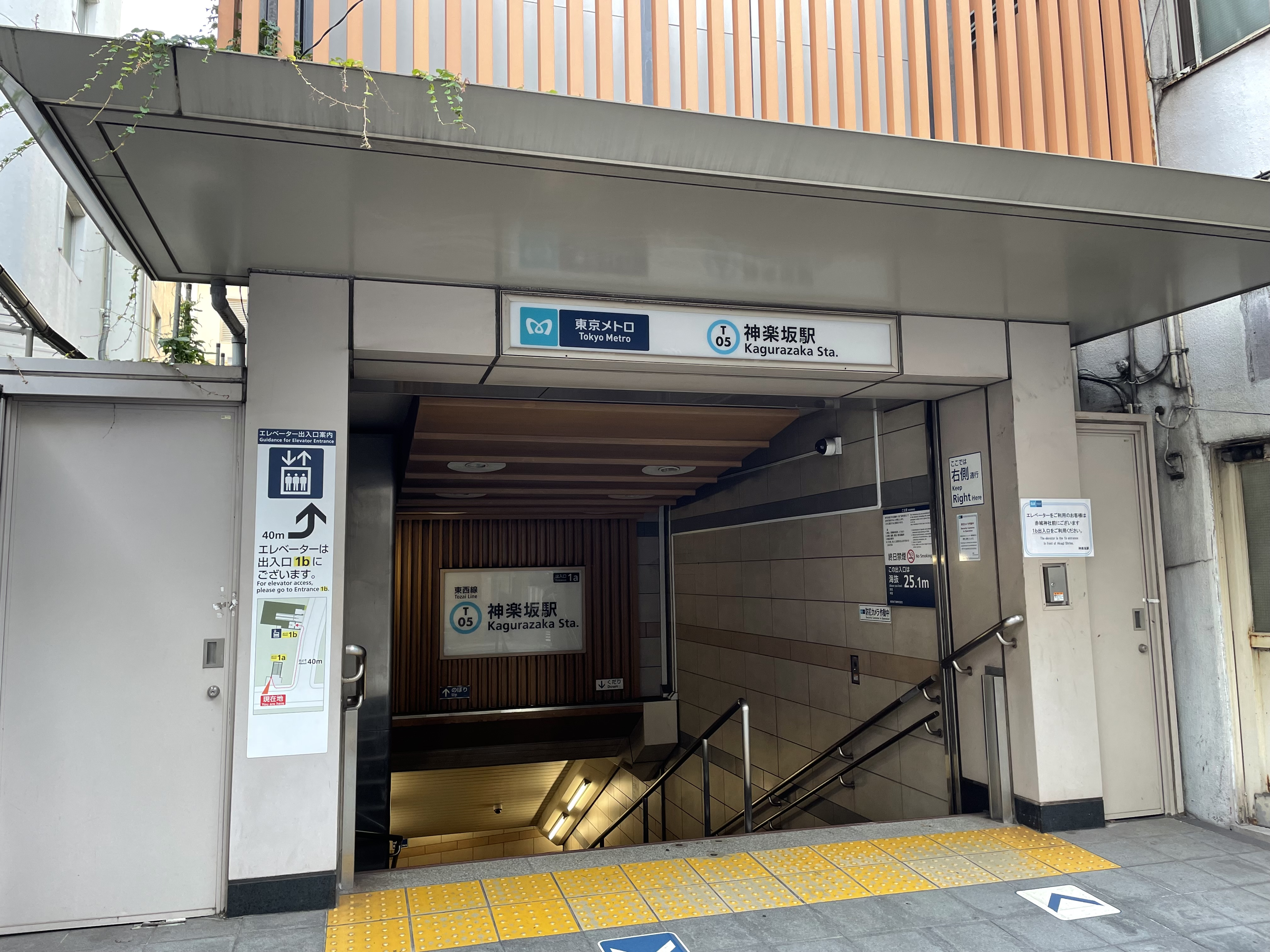
1a出入口（2022年11月）
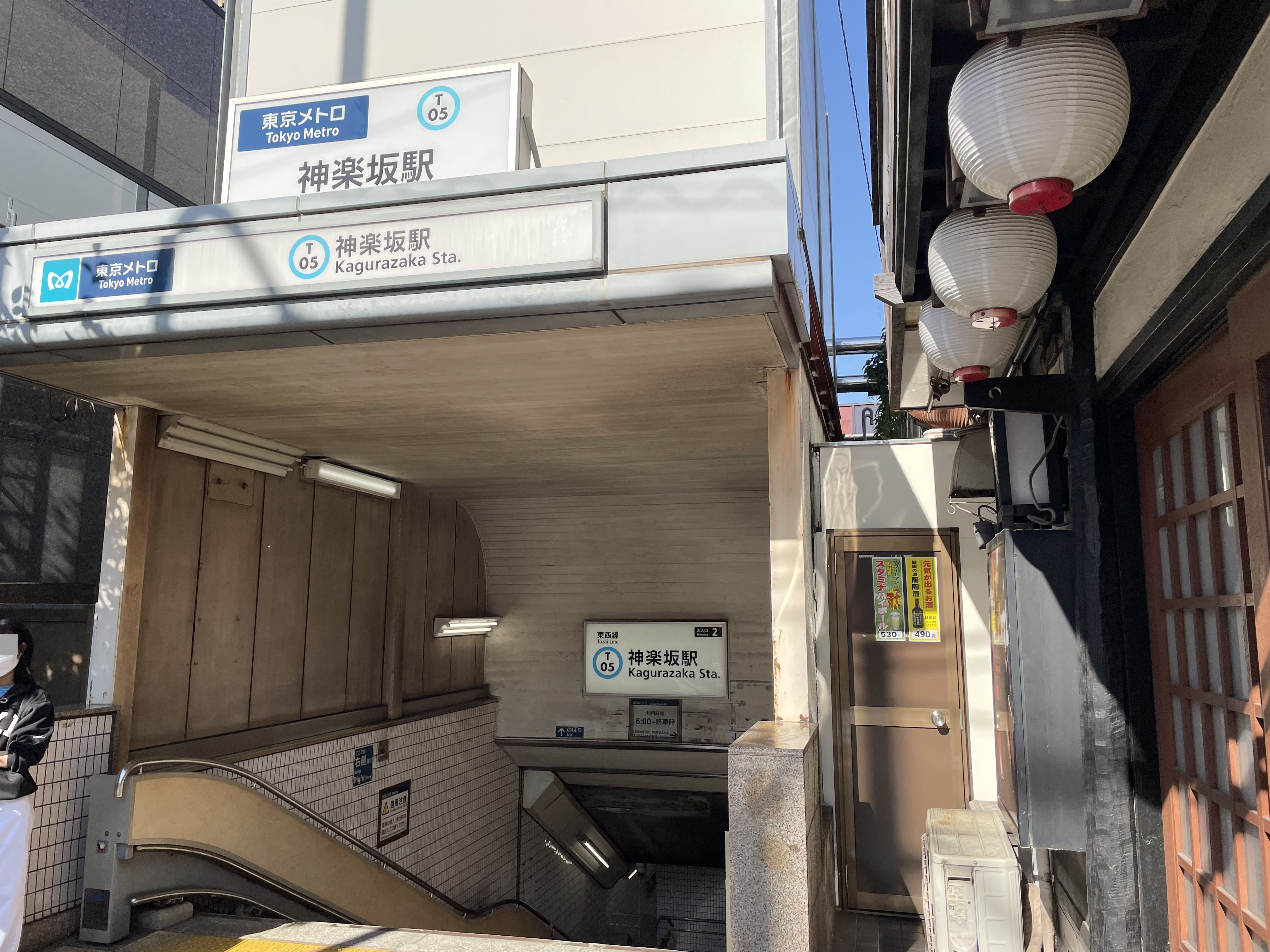
2號出入口（2022年11月）
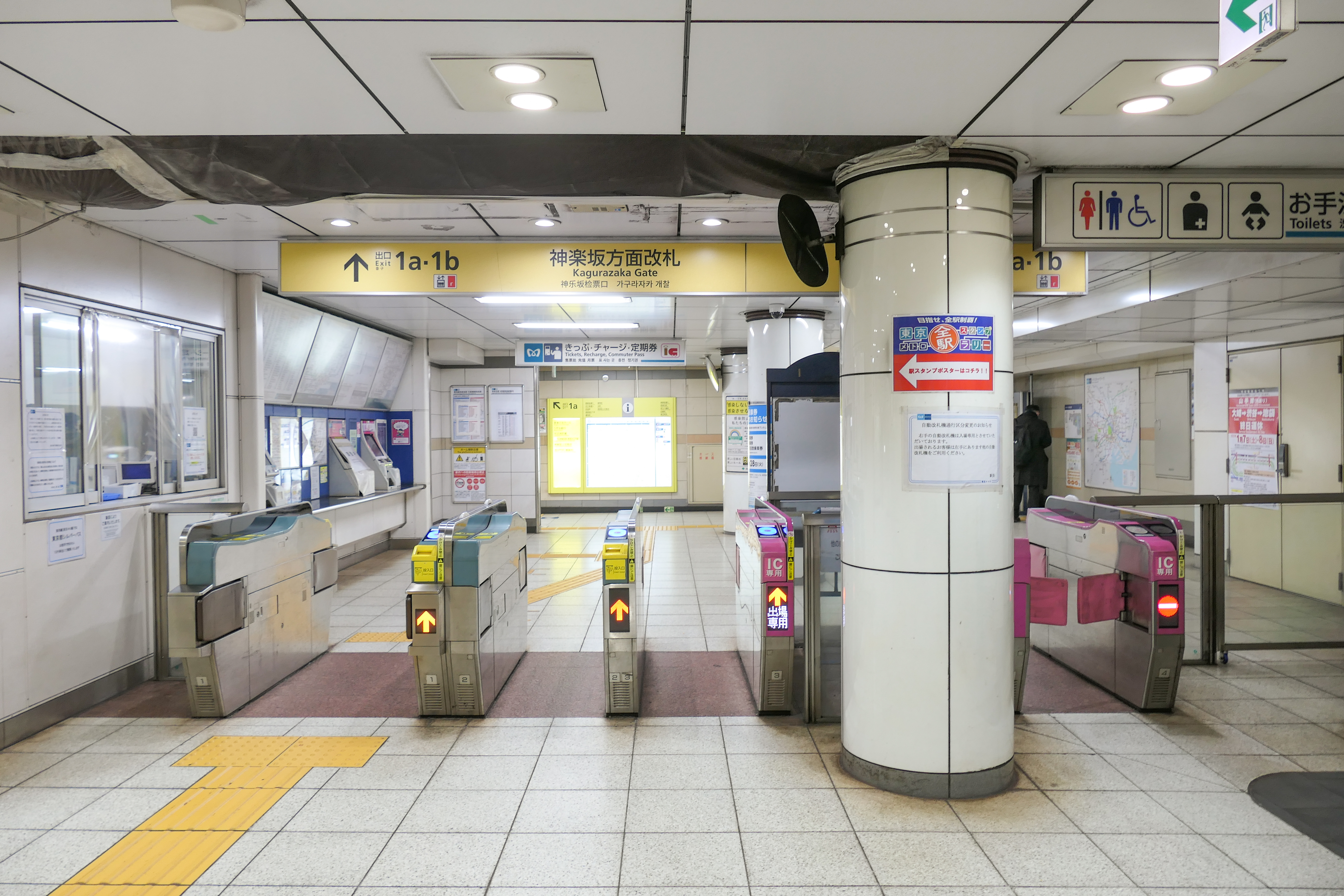
往神樂坂方向的驗票口（2022年12月）
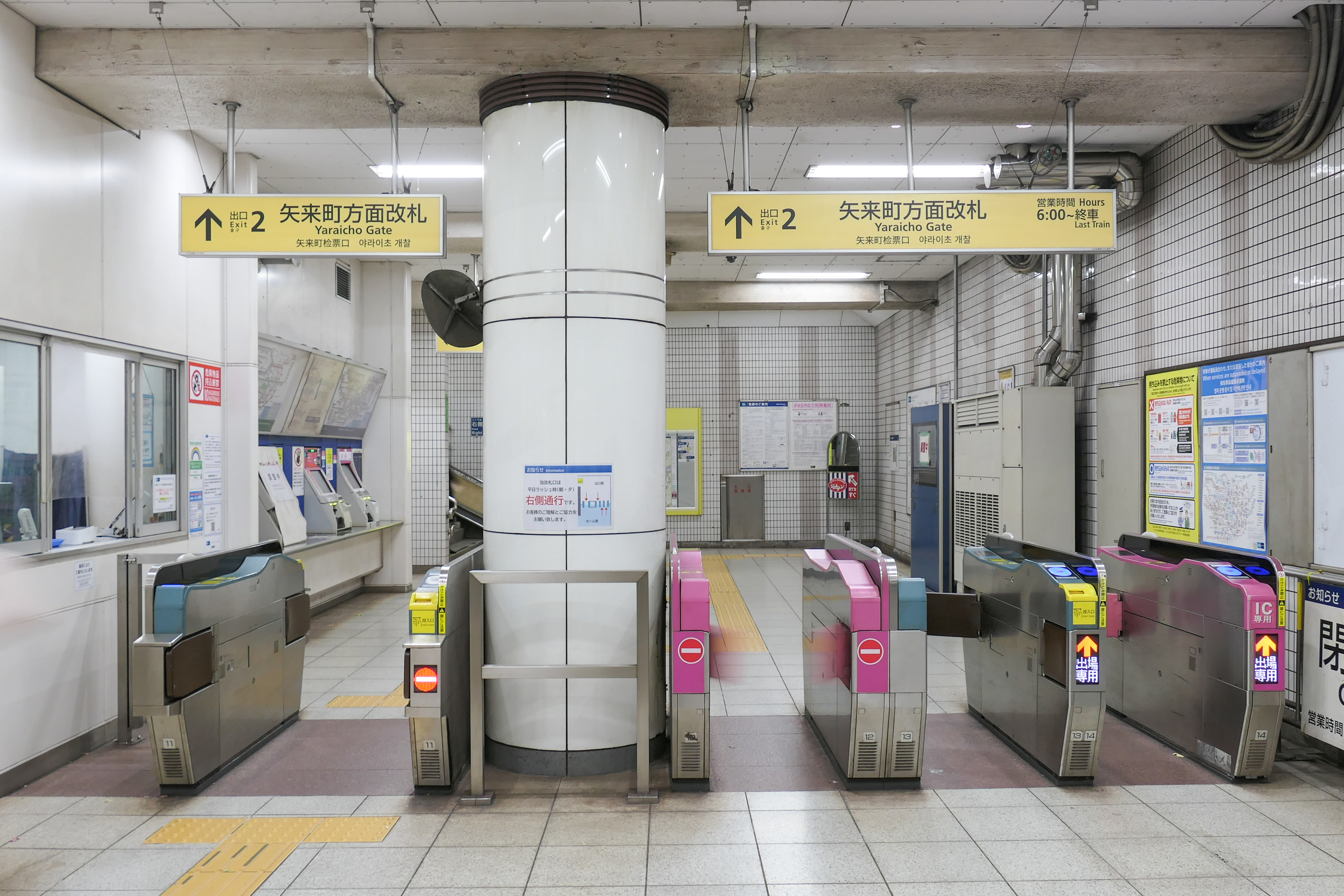
往矢來町方向的驗票口（2022年12月）
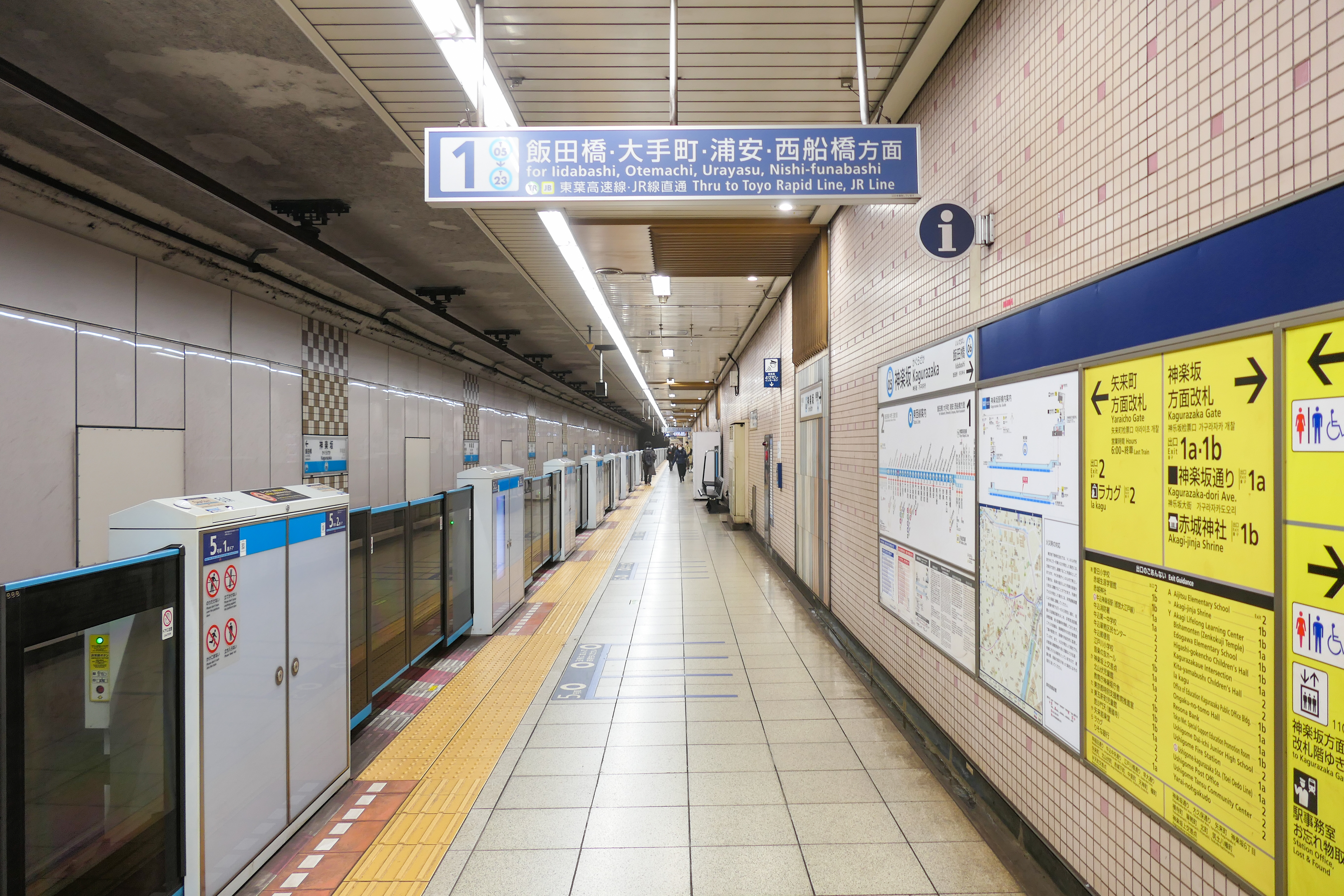
1號月台（2022年12月）
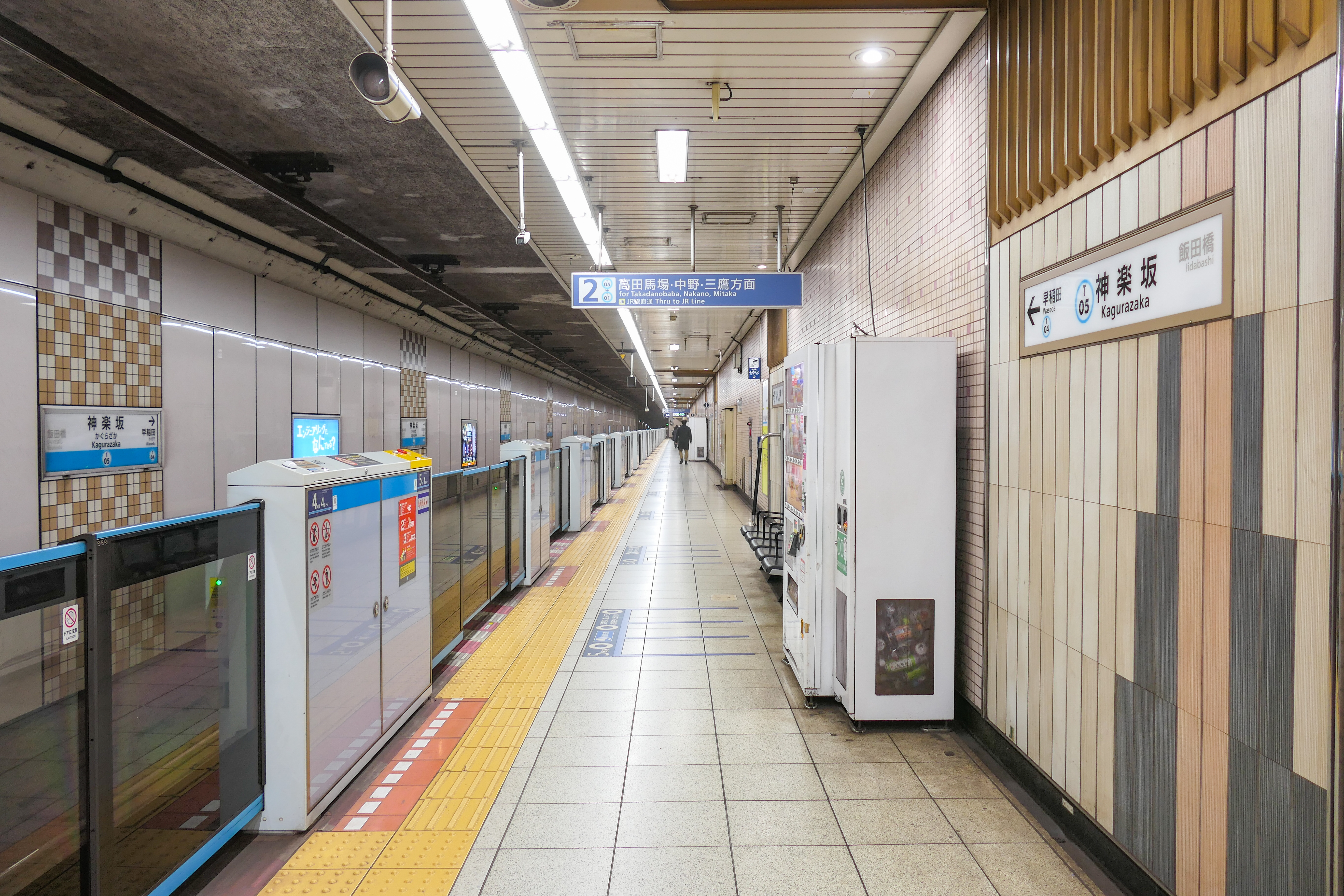
2號月台（2022年12月）

## 利用狀況
2017年度1日平均上下車人次為41,257人，東京地下鐵全部130個車站當中排名89位。2000年12月12日南側的都營地下鐵大江戶線牛込神樂坂站開業後吸收了部分本站乘客，使得使用人數逐年下降，但近年重新上升。
近年1日平均上下車、上車人次變化如下表。
| 年度               | 1日平均 上下車人次 | 1日平均 上車人次 | 來源     |
| ------------------ | ------------------ | ---------------- | -------- |
| 1992年（平成04年） |                    | 22,060           | [ * 1 ]  |
| 1993年（平成05年） |                    | 21,745           | [ * 2 ]  |
| 1994年（平成06年） |                    | 21,474           | [ * 3 ]  |
| 1995年（平成07年） |                    | 21,131           | [ * 4 ]  |
| 1996年（平成08年） |                    | 21,203           | [ * 5 ]  |
| 1997年（平成09年） |                    | 20,825           | [ * 6 ]  |
| 1998年（平成10年） |                    | 21,090           | [ * 7 ]  |
| 1999年（平成11年） |                    | 20,429           | [ * 8 ]  |
| 2000年（平成12年） |                    | 19,866           | [ * 9 ]  |
| 2001年（平成13年） |                    | 18,866           | [ * 10 ] |
| 2002年（平成14年） |                    | 18,740           | [ * 11 ] |
| 2003年（平成15年） | 37,859             | 18,795           | [ * 12 ] |
| 2004年（平成16年） | 37,934             | 18,605           | [ * 13 ] |
| 2005年（平成17年） | 38,024             | 18,584           | [ * 14 ] |
| 2006年（平成18年） | 38,056             | 18,616           | [ * 15 ] |
| 2007年（平成19年） | 39,209             | 19,210           | [ * 16 ] |
| 2008年（平成20年） | 38,644             | 18,899           | [ * 17 ] |
| 2009年（平成21年） | 38,323             | 18,822           | [ * 18 ] |
| 2010年（平成22年） | 38,460             | 18,901           | [ * 19 ] |
| 2011年（平成23年） | 37,921             | 18,728           | [ * 20 ] |
| 2012年（平成24年） | 37,976             | 18,598           | [ * 21 ] |
| 2013年（平成25年） | 38,196             | 18,745           | [ * 22 ] |
| 2014年（平成26年） | 39,466             | 19,325           | [ * 23 ] |
| 2015年（平成27年） | 40,041             | 19,579           | [ * 24 ] |
| 2016年（平成28年） | 39,843             | 19,479           | [ * 25 ] |
| 2017年（平成29年） | 41,257             |                  |          |

## 車站周邊
站前是寧靜的住宅區，神樂坂方向出口至飯田橋側的神樂坂為商店街。2000年代以後雜誌等媒體常來本地商店取景，假日人潮眾多。另外，周邊近年持續開發高層公寓。
車站附近有著名的赤城神社大祭。
- 早稻田通（日语：早稲田通り）（神楽坂通り）
  - 神樂坂
- 大久保通
- 赤城神社
- 毘沙門天（善國寺）
- 東京都教育廳神樂坂廳舍
- 新宿區赤城生涯學習館
- 新宿天神郵便局
- 新宿改代町郵便局
- 新潮社
- 旺文社
  - 日本英語檢定協會
- 音樂之友社（日语：音楽之友社）
  - 音樂之友廳
- Session house（日语：セッションハウス）
- 日本愛迪達本社
- 矢來能樂堂
- 都營地下鐵大江戶線牛込神樂坂站
- 東京都立新宿山吹高等學校（日语：東京都立新宿山吹高等学校）
- 新宿區立市谷小學校（日语：新宿区立市谷小学校）

## 相鄰車站
東京地下鐵

 東西線（東陽町以西所有列車各站停車）
早稻田（T 04）－神樂坂（T 05）－飯田橋（T 06）

### 來源
東京都統計年鑑
1. ↑  .   [2017-03-20]. （原始内容存档于2013-08-15）.
2. ↑  .   [2017-03-20]. （原始内容存档于2013-02-03）.
3. ↑  .   [2017-03-20]. （原始内容存档于2013-02-03）.
4. ↑  .   [2017-03-20]. （原始内容存档于2013-02-03）.
5. ↑  .   [2017-03-20]. （原始内容存档于2013-02-03）.
6. ↑  .   [2017-03-20]. （原始内容存档于2016-03-04）.
7. ↑  東京都統計年鑑（平成10年）PDF
8. ↑  東京都統計年鑑（平成11年）PDF
9. ↑  .   [2017-03-20]. （原始内容存档于2016-03-04）.
10. ↑  .   [2017-03-20]. （原始内容存档于2016-03-04）.
11. ↑  .   [2017-03-20]. （原始内容存档于2017-07-29）.
12. ↑  .   [2017-03-20]. （原始内容存档于2017-07-29）.
13. ↑  .   [2017-03-20]. （原始内容存档于2017-07-29）.
14. ↑  .   [2017-03-20]. （原始内容存档于2017-07-29）.
15. ↑  .   [2017-03-20]. （原始内容存档于2017-07-29）.
16. ↑  .   [2017-03-20]. （原始内容存档于2017-07-29）.
17. ↑  .   [2017-03-20]. （原始内容存档于2017-07-29）.
18. ↑  .   [2017-03-20]. （原始内容存档于2016-03-26）.
19. ↑  .   [2017-03-20]. （原始内容存档于2016-03-27）.
20. ↑  .   [2017-03-20]. （原始内容存档于2016-03-25）.
21. ↑  .   [2017-03-20]. （原始内容存档于2016-03-27）.
22. ↑  .   [2017-03-20]. （原始内容存档于2016-03-22）.
23. ↑  .   [2017-03-20]. （原始内容存档于2017-07-30）.
24. ↑  .   [2019-01-07]. （原始内容存档于2018-11-09）.
25. ↑  .   [2019-01-07]. （原始内容存档于2019-05-02）.

## 外部連結
- 神樂坂/T05 | 路線・車站資訊 | 東京地下鐵